# Hạn bà chằn
Hạn bà chằn (còn gọi là hạn lệ, hạn bông tranh) là cách gọi dân gian của các đợt khô hạn ngắn xảy ra vào mùa mưa ở Đồng bằng sông Cửu Long.

## Thời gian
Hạn bà chằng xảy ra hằng năm, biểu hiện bằng các đợt không mưa liên tục trên 5 ngày hay trên 7 ngày từ tháng 5 đến tháng 11. Thời gian xảy ra trung bình là 7 đến 10 ngày. Tại các tỉnh Đồng bằng sông Cửu Long, mỗi năm có 7-10 đợt không mưa 5 ngày, 4-6 đợt không mưa 7 ngày. Những đợt kéo dài 10-15 ngày thường xảy ra vào các tháng đầu và cuối mùa mưa. Có những năm hạn bà chằn kéo dài 15-20 ngày. Thời điểm thường xảy ra hạn bà chằn là vào tháng 8.

## Nguyên nhân
Hạn bà chằn xảy ra do ảnh hưởng các luồng gió xoáy nghịch trên cao. Dưới ảnh hưởng của cao áp Thái Bình Dương, thường xuất hiện vào tháng 8, gió Đông Nam khô hơn đẩy lùi gió Tây mang nhiều hơi nước nên ẩm hơn, rồi thổi qua vùng Đồng bằng Sông Cửu Long gây ra các đợt hạn ngắn.

## Tác động
Hạn bà chằn xảy ra vào kỳ cây lúa trổ đòng và có nhu cầu nước cao của vụ lúa hè thu có thể dẫn đến thiệt hại, nhưng nói chung không gây tác hại nhiều cho nông nghiệp, trừ những trường hợp đặc biệt. Tình trạng hạn có thể dẫn đến kiệt nước sông, gây thiếu nước tưới, nhiễm mặn đất, thiếu nước sinh hoạt và đình trệ giao thông đường thủy.
Hạn bà chằn có lợi đối với vụ hè thu sớm vì giúp đồng ruộng khô ráo, tạo điều kiện thu hoạch lúa và phơi thóc, phơi rơm đốt đồng chuẩn bị sạ vụ thu đông hoặc trồng nấm rơm. Đối với cây màu, lợi dụng hạn bà chằn để thu hoạch và làm đất ngay cho vụ kế đến, xuống giống, cây sẽ phát triển khi mưa trở lại. Hạn bà chằn còn giúp đường sá, không khí khô ráo hơn sau những ngày mưa dầm.